# Mirage (Mell)
Mirage è il primo album realizzato in studio pubblicato dalla cantante J-pop nipponica Mell il 27 ottobre 2010 sotto l'etichetta discografica Geneon.

## Brani
L'Album contiene otto nuovi brani, un remix di Red Fraction e una canzone editata in un album del 2002 sul Comic Market.
1. Mirage — 5:27
2. Kill — 4:53
3. Princess bloom — 4:51
4. Fascination — 4:59
5. Fixer — 4:56
6. Sabaku no Yuki (砂漠の雪?) — 5:55
7. Proof — 5:33
8. Teleportation guy — 5:54
9. Love illusion — 5:01
10. Infection — 4:24
11. Rideback — 4:42
12. My Precious — 7:48
13. Red Fraction IO drive mix- — 5:00